# Tom Loeffler

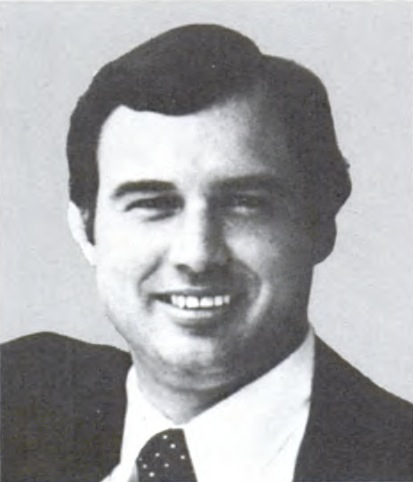
Tom Loeffler, 1979

Thomas Gilbert „Tom“ Loeffler (* 1. August 1946 in Fredericksburg, Texas) ist ein US-amerikanischer Politiker. Zwischen 1979 und 1987 vertrat er den Bundesstaat Texas im US-Repräsentantenhaus.

## Werdegang
Tom Loeffler besuchte bis 1964 die Mason High School und studierte danach bis 1968 an der University of Texas in Austin. Nach einem anschließenden Jurastudium an derselben Universität und seiner 1971 erfolgten Zulassung als Rechtsanwalt begann er in diesem Beruf zu arbeiten. In den Jahren 1971 und 1972 war er einer der juristischen Berater des US-Handelsministeriums. Von 1972 bis 1975 gehörte er zum Stab von US-Senator John Tower. Damals arbeitete er auch für die Energiebehörde Federal Energy Administration.
Von 1975 bis 1977 zählte Loeffler auch zum juristischen Beraterstab von Präsident Gerald Ford. Gleichzeitig begann er als Mitglied der Republikanischen Partei eine eigene politische Laufbahn. In den Jahren 1984, 1988 und 1992 war er Delegierter zu den jeweiligen Republican National Conventions, auf denen Ronald Reagan bzw. George Bush als Präsidentschaftskandidaten nominiert wurden. Bei den Kongresswahlen des Jahres 1978 wurde Loeffler im 21. Wahlbezirk von Texas in das US-Repräsentantenhaus in Washington, D.C. gewählt, wo er am 3. Januar 1979 die Nachfolge von Bob Krueger antrat. Nach drei Wiederwahlen konnte er bis zum 3. Januar 1987 vier Legislaturperioden im Kongress absolvieren.
1986 verzichtete Loeffler auf eine weitere Kandidatur. Stattdessen bemühte er sich erfolglos um die Nominierung seiner Partei für die anstehenden Gouverneurswahlen. Im Jahr 1987 war Loeffler Koordinator für juristische Beziehungen zu Mittelamerika im Office of Legislative Affairs des Weißen Hauses. Von 1989 bis 2001 saß er im Vorstand der University of Texas. Bis zum 19. Mai 2008 gehörte er zum Wahlkampfteam des republikanischen Präsidentschaftskandidaten John McCain. Heute arbeitet er für eine Lobbyistenfirma in der Bundeshauptstadt Washington. Sein Sohn Cullen Loeffler schlug eine Karriere als Profi-Footballer ein.